# Тавла
Тавла или бекгемон је једна од најстаријих игара на плочи и играла се још у Персијском царству, древном Египту и Римском царству. У овој игри на табли учествују два играча. Сваки од играча има по петнаест жетона које се померају преко двадесет и четири поља (троугластог облика) након бацања коцкице. Циљ ове игре је бити први чији су жетони уклоњени са табле.
За победу није важна само срећа, него је потребно познавати стратешке и тактичке елементе игре, јер након сваког бацања коцки играч мора одлучити које ће фигуре како одиграти и притом пазити на противникове контранападе. Победник је онај играч који пре успе да извади свих 15 фигура с плоче.
Као и шах, и бекгемон је предмет проучавања помоћу компјутерских програма. Данашњи програми могу играти бекгемон једнако успешно као и најбољи људски играчи.

## Историја
Најстарија плоча за бекгемон пронађена је у „спаљеном граду“, археолошком локалитету у источној иранској покрајини Систан-Балухестан. Та је плоча стара преко 5.000 година па је старија од плоче коју је средином 1920-их година у Уру пронашао енглески археолог Сир Леонард Вули.
Нешто новије плоче, настале око 1.500 година п. н. е, пронађене су у Тутанкамоновом гробу у делти Нила. Много цртежа у гробници доказује да је та игра била омиљена код вођа као и код народа. Игра Сенат из древног Египта веома подсећа на игру бекгемон, у којој се потези повлаче зависно од коцки које се добију.
Из египатске игре Сенет касније је настала римска игра Duodecim Scripta, јако слична данашњем бекгемону. Играло се с три коцке, а за игру су постојала три назива: Alea (коцка), Tabulae (плоча, стол) и Ludus duodecim scriptorum (игра од 12 линија). Код Помпеја је пронађена велика дводелна зидна слика: на првој слици су приказана два Римљана која разговарају уз игру, а на другој је слици приказан власник преноћишта који ту двојицу играча избацује из своје куће.
Древни Римљани су играли пуно игара веома сличних бекгемону. За Игру дванаест линија (лат. Ludus duodecim scriptorum) се користила табла са три реда од по 12 поља а жетони су се премештали кроз сва три реда, према броју добијеног коцкама. Опстао је и кратак текст који говори о томе о овој игри. Табула, што значи „табла“, је игра која се помиње у епиграму византијског цара Зенона (владао 476–481). Слична је савременом бекгемону у томе што је циљ игре да се што пре сви своји жетони уклоне са табле. Играчи су бацали по три коцкице и померали жетоне у смеру супротном од табле са 24 поља. Римска верзија те игре, кренула је путем Европе. Игру су прво играли само припадници високог друштва, али се након неког времена пробила и до народа. Црква је деценијама покушавала да забрани играње на срећу, али су сви покушаји били неуспјешни.
Же де табл (фр. jeux de tables), претходник савременог бекгемона, први пут се појавио у Француској у 11. веку, и убрзо постао омиљена коцкарска игра. 1254. године, Луј IX Свети је издао декрет који забрањује судским званичницима да играју ову игру. Игре на табли су се играле у Немачкој у 12. веку, а током 13. века је дошла и на Исланд. Рукопис Алфонса X Libro de los juegos, написан 1283. године, описује правила за велики број игара које су се играле са коцкама и на табли, као прилог обимној расправи о шаху. Током 17. века, игра је доспела и у Шведску. Дрвена табла и жетони су пронађени у олупини једног брода, међу стварима бродских официра. Бекгемон се често појављује на сликама из тог периода, углавном на делима холандских и немачких сликара (Ван Остад, Јан Стин, Бош и други). Једно од сачуваних дела је и дело Каравађа, „Cardsharps“, на ком се појављује табла за бекгемон, у доњем левом углу.
У средњем веку игра се играла с две коцке и била је позната под разним именима: „Нард“ (из персијског), „Plakoto“, „Tric Trac“, „Puff“, „Tables“ итд. Такође се играла једна верзија игре именом Вурфзабел, која је директни претходник данашњег бекгемона.
У 16. веку, елизабетански закони и црквене регулативе, забранили су играње ове игре. Ипак, у 18. веку, ова игра је била врло популарна међу енглеским клером. Едмунд Хојл је 1743. објавио свој текст Кратак текст о игри Бекгемон (енгл. A Short Treatise on the Game of Back-Gammon), који описује правила игре и стратегију за њено играње, и био је повезан заједно са сличним текстом о игри Вист.
Нигде се у западном свету та игра није играла као у Енглеској. Енглезе је заразила у толикој мери да је тадашњи краљ издао закон да нико то није барем витез не сме да игра за новац. Име бекгемон је први пут записано 1645. године, а значење описује правило да се камен који је избачен из игре може вратити на плочу. Енглески писац игара Едмунд Хојле записао је правила игре 1743. године.
Задња промена у правилима било је увођење коцке за дуплирање. Дуплирање је измишљено 20-их година 20. века у једном клубу у Њујорку, чиме је с једне стране повећана напетост у игри, а с друге стране смањен утицај среће.
Правила модерног бекгемона дефинисао је Одбор за карте и бекгемон њујоршког клуба Racquet and Tennis Club 1931. године.
Први велики талас у модерном бекгемону је настао кад је принц Алексис Оболенски организовао први међународни турнир бекгемона 1964. године на Бахамима. Тај се турнир од онда играо сваке године. Сви тадашњи великани бекгемона - Џон Крофорд, Освалд Џакоби, Волтер Кук и други - записали су своја имена у листу победника. Иако је бекгемон у прошлим временима био игра само богатих и славних, доприносом познатих особа као што су Кристина Онасис, Хју Хефнер, Џими Конорс, Гантер Закс и медијским написима постао је популаран и доступан свакоме, а настају и прве теорије те аналитичке књиге о њему.

## Правила
Сама правила игре се могу врло брзо научити, али да се постане добар играч бекгемона потребно је много искуства у игрању, као и читања књига те анализирања потеза.
Основни циљ игре је да се изађе с плоче са свих 15 фигура, пре него што то учини противник.

### Почетне позиције и основни појмови
Свака стране плоче има по 12 шиљастих троуглова. Троуглови се нумеришу од 1 до 24 у смеру потковице, као што је приказано на слици десно. Поља од 1 до 6 називају се home board или inner board, а од 7. до 12. поља outer board. Поље број 7 зове се bar point, поље 13 mid point, а поље 24 ace point.
Сваки од играча почиње с две фигуре на свом 24. пољу (ace point), пет фигура на 13. пољу (mid point), три фигуре на 8. пољу и по пет фигура на 6. пољу. Кретање се врши од већих бројева према мањима и циљ је са свих 15 фигура дође у свој home board.

### Кретање и нападање противничких фигура
На почетку игре, свако од играча баца по једну коцку и онај играч који је добио већи број одиграва два добијена броја. Након тога, у сваком следећем бацању, играчи наизменично бацају по две коцке и играју добијене бројеве.
На пример, ако играч на коцкама добије 5 и 2 (што се записује као 52 или 5-2), мора или да одигра с једном фигуром 5, па с другом 2, или оба броја с истом фигуром.
У случају добивених истих бројева на коцкама, на пример 3 и 3, фигуре се померају за добијени број четири пута. (У овом примеру, играч четири пута помиче фигуре за 3 поља)
Ако се на одређеном пољу налазе две или више противничких фигура, то поље је заузето (односно, противничке фигуре на том пољу су нејестиве) и играч не може на њега да стави своју фигуру.
Ако се на пољу налази само једна противничка фигура (тзв. blot), играч може појести противничку фигуру која тада привремено иде изван игре, у bar (средина плоче, између поља 6 и 7, те 18 и 19). Тиме је играч противника успорио и вратио му једну фигуру скроз на почетак, јер пре даљег помицања својих фигура, он мора прво да извади своју фигуру из бара у супротни home board, на начин да број 1 на коцки одговара пољу 24 (најудаљенијем од свог home board поља; ace point), број 2 одговара пољу 23, итд. Ако је поље заузето с две или више противничке фигурне, на то место није могуће изаћи из бара - на пример, то је поље 19 на слици десно и играч не може тамо изаћи из бара ако добије 6 на једној од коцки.
У случају да је могуће помакнути само један од бројева на коцкама, потребно је одиграти већи број, или такву комбинацију која ће омогућити помицање за оба броја.

### Крај игре
Пре него што почне да избацује фигуре с плоче, играч је дужан свих својих 15 фигура да доведе у home board. Тек тада може почети да избацује фигуре на начин да са сваким бројем коцке избацује фигуре које су на пољу тог броја. На пример, ако играч на коцкама добије 3-2, тада може избацити по једну фигуру с другог и трећег поља, или само једну фигуру с петог поља. Ако играч избаци све фигуре пре него што је противник избацио иједну (на плочи му је остало свих 15 фигура), осваја gammon и двоструки број бодова. Ако након свих избачених фигура, противник се још налази у супротном home board пољу, играч осваја backgammon и троструки број бодова.
У случају да играч на коцкама добије број за којег не може директно избацити нити једну фигуру с плоче, дужан је одигра фигуре с позиције на већем броју. Ако су веће позиције празне, онда с плоче вади фигуру с првог мањег броја. (Ако је позиција 4 празна, а играч добије број 4, мора одиграти фигуру која се налази или на позицији 6 или на 5. Ако су и те две позиције празне, тада вади с плоче фигуру која се налази на броју 3)
Како је време потребно за одигравање једне партије релативно кратко, обично се игра на више добијених партија. Традиционално, ради се о непарном броју партија.

### Стандардни запис
У бекгемону постоји стандардизовани запис одиграних потеза. 
64: бар/21, 13/7* се чита као: играч је на коцкама добио бројеве 6 и 4, прво је изашао из бара на позицију 21 (одигравши број 4), а затим је с 13. поља одиграо на 7. поље (одигравши број 6), где је притом појео противничку фигуру.
55: 21/11, 10/5 (2) значи да је играч добио две петице које одиграва на начин да је помакнуо једну фигуру с 21. на 11. позицију (прво на позицију 16 па на 11), те две фигуре помиче с 10. позиције на пету.
42: 6/4*/off са 6. позиције је играч с једном фигуром прво појео противничку фигуру на четвртој позицији, а затим је ту исту фигуру извадио с плоче.

### Коцка за дуплирање
Стандардна коцка за дуплирање састоји се од првих 6 Степена броја 2 - 2, 4, 8, 16, 32, 64. На почетку сваке игре, коцка се налази на средини плоче на броју 64 и каже се да је коцка центрирана на 1. Сваки од играча може у току игре, пре свог бацања коцки, да окрене коцку на број 2 и да пита противника да ли жели да игра за двоструко. У случају да противник то прихвати, он постаје власник коцке (и само он може следећи пут дуплати на 4). Ако не прихвати, аутоматски губи партију. Коцка је уведена 20-их година 20. века и донела је нову занимљивост у игру, те додатно ставила нагласак на тактизирање и стратегију.
Постоје и правила везана искључиво за коцку за дуплање.
Неки од играча користе Мерфијево правило које каже ако на отварању игре играчи добију једнаке бројеве на коцкама, игра аутоматски вреди двоструко. То правило није службено и врло ретко се користи на турнирима.
Код играња за новац, често се примењује Џакобијево правило које признаје гамоне и бакгамоне само ако се у току игре користила коцка за дуплање. У супротном, и гамон и бакгамон вреде као обична победа.
Код играња мечева, односно сусрета на више добијених партија, врло често се примењује Крофордово правило'. Када један од играча први пут дође на бод до победе, у следећој партији се не сме користити коцка за дуплање. Након Крофордове партије, коцка се може користити као и раније. На пример, ако се игра до пет победа и један од играча поведе 4-1, следећа партија се игра без коцке за дуплање. Ако противник добије ту партију и игра се наставља, коцка се може користити - то је тзв. пост-Крофордова игра.

## Тактика и стратегија
У бекгемону то јест тавли постоје дефинисане теорије о потезима на отварању игре. С обзиром да број могућих позиција сваким потезом страховито расте, теорије нису толико развијене као код шаха. Играчи најчешће први потез играју по тим теоријама, док се за сваки следећи потез ослањају на своје властито искуство.
Потези на отварању игре:
| Коцке | Препоручени потез | Најчешће алтернативе | Најчешће алтернативе | Најчешће алтернативе |
| ----- | ----------------- | -------------------- | -------------------- | -------------------- |
| 2-1   | —                 | 13/11, 6/5           | 13/11, 24/23         | —                    |
| 3-1   | 8/5, 6/5          | —                    | —                    | —                    |
| 4-1   | 13/9, 24/23       | 24/20, 6/5           | 13/9, 6/5            | —                    |
| 5-1   | 13/8, 24/23       | 13/8, 6/5            | —                    | —                    |
| 6-1   | 13/7, 8/7         | —                    | —                    | —                    |
| 3-2   | 13/11, 24/21      | 13/10, 13/11         | —                    | —                    |
| 4-2   | 8/4, 6/4          | —                    | —                    | —                    |
| 5-2   | 13/8, 24/22       | 13/8, 13/11          | —                    | —                    |
| 6-2   | 13/11, 24/18      | —                    | —                    | —                    |
| 4-3   | —                 | 13/10, 13/9          | 13/9, 24/21          | 13/10, 24/20         |
| 5-3   | 8/3, 6/3          | —                    | —                    | —                    |
| 6-3   | 24/18, 13/10      | 24/15                | —                    | —                    |
| 5-4   | 13/8, 24/20       | 13/8, 13/9           | —                    | —                    |
| 6-4   | —                 | 8/2, 6/2             | 24/14                | 24/18, 13/9          |
| 6-5   | 24/13             | —                    | —                    | —                    |

Препоручених потеза за једнаке бројеве на коцкама нема, јер се у том случају коцке поновно бацају све док један од играча не добије већи број и игра први. Најбољим бројевима на отварању сматрају се 3-1, 4-2, 5-3 и 6-1.
Најједноставнија стратегија у току игре била би да се пази да противник нема шансу да поједе или „зароби“ играчеве фигуре и покушај што бржег приближавања свом home board пољу - running game. Препоручује се када је играч у вођству.
У случају да та тактика не усе и играчева фигура (или више њих) буде поједена, играч може пробати holding game стратегију - да направи сидро на противничкој страни плоче и да чека да противник остави неки blot (само једна фигура на пољу) којега ће напасти.
Фигуре се могу заробити ако се направи prime (зид од 6 узастопних поља које противник не може прескочити). То је priming game стратегија и она може водити до blitz game стратегије - покушаја заузимања свих 6 позиција у home board пољу, тако да се противнику онемогући излазак из бара.
Backgame је стратегија у којој играч пушта два сидра у противничког хоме боарду и истовремено покушава направити приме у властитом. Најчешће се користи када је играч у очигледном заостатку и то му је једина шанса за евентуалну победу.
Када је играч приморан да изложи неку фигуру противничким нападима, препоручује се смештање фигуре тако да противнику треба исти број на коцки за постизање два различита циља, на пример да поједе играчеву фигуру и да направи зид на неком другом месту. Таква тактика назива се дупликовање. Диверзификација (разноликост) је тактика код које играч тако смешта своје фигуре да му приликом следећих бацања више различитих бројева може доњети помак на неку од жељених позиција.
Многе позиције захтевају прорачунавање како играчи стоје у игри. За то се најчешће користи pip count што је најмањи укупни број помака свих фигура како би се игра завршила. На почетку игре, сваки од играча има pip count који износи 167 (2x24 + 5x13 + 3x8 + 5x6). Код софтверској играња, тај је број најчешће приказан, док код игре уживо играчи га морају сами израчунавати.

## Варање
Да би се умањила могућност варања, већина добрих сетова за тавле користе прецизне коцке и шоље за коцке. Тиме се редукује вероватноћа употребе намештених коцки, што је главни начин варања при игри лицем у лице. Често кориштени метод онлајн варања је употреба компјутерског програма за налажење оптималног потеза у сваком кораку; у борби против тога, многи онлајн сајтови користе софтвер за поређење корака који идентификује ситуације у којима потези играча подсећају на програмске. Онлајн варање је стога постало изузетно тешко изводиво.

## Варијанте игре
Постоји много верзија бекгемона које су се развиле кроз историју. Неке се играју зависно од географског подручја, а неке додају нове тактичке елементе у игру. Углавном имају нешто друкчије стартне позиције или онемогућавају одређене потезе.
Неке од верзија:
- Тавла - најпознатија варијанта игре на нашим просторима; иако људи често поистовећују бекгемон и тавлу, постоји неколико битних разлика: у тавли нема коцке за дуплање, играч не може да изгуби бекгемон (три бода) ако остане у противничком хоумеборду, те се игра с такнуто-макнуто правилом (играч мора помакнути ону фигуру коју је дотакнуо; док код бекгемона може да мења свој потез све док не подигне коцкице с плоче).
- - фигуре су на почетку изван плоче и играч прво мора све фигуре да убацити у противничко home board поље. Најбољи бројеви на коцкама су 2-1 јер се тада играчу пружа могућност да одигра било који пар једнаких бројева и након тога је поновно он на реду за играње.[12]
- - сваки играч има само три фигуре које се на почетку игре налазе на 24., 23. и 22. пољу.[13]
- - свих 15 фигура почиње на 24. пољу, а сва остала правила су иста као и код стандардног бекгемона.[14]
- - положај фигура и правила су исти као и код бекгемона, само што је циљ игре завршити након противника. Не постоје гемони и бекгемони.[15]
- - за разлику од бекгемона, на почетку игре две фигуре се налазе на 23. пољу, а на 6. и 13. пољу је по једна фигура мање.[16]

## Играчи
У свету постоји врло много професионалних бекгемон играча. Светско првенство у бекгемону се одржава сваке године у Монте Карлу, где суделује од 200 до 250 најбољих светских играча. Прво светско првенство на тој је локацији одржано 1979. године, а пре те године није било службеног светског првенства него су се играли турнири у Лас Вегасу и на Бахамима. Светски првак из 2009. године је Масајуки Мочи Мочизуки из Јапана. Играчи су 1990. по први пут могли да суделују на Европском првенству и од тада се оно организује сваке године.
Осим светског и европског првенства, турнири у бекгемону се у Европи и САД играју готово свакодневно те сваки играч може пронаћи нешто за себе. Наградни фондови варирају од 100-нак евра за неке локалне турнире, па до чак 200.000 евра за турнире из WSOB серије.
Тренутно најбољим играчима се сматрају Фалафел Натанзон (ИСР), Нак Балард (САД), Франсоа Тардије (ФРА), Сандер Лајлоф (ДК), Нил Казарос (САД), Масајуки Мочизуки (ЈПН), Стеве Сакс (САД), Кит Вулсеи (САД), итд.
Неки од најзначајнијих играча кроз истуорију: Пол Магриел, Тим Холанд, Освалд Џакоби, Карол Крофорд, Бил Роберти.

### бодови
Играчи се обично рангирају по FIBS (First Internet Backgammon Server) бодовима. Постоје посебне математичке формуле по којима се рачуна ранк, као и колико ће играч напредовати ако победи - зависно од јачине противника, дужини меча и властитог искуства. Бодови су отприлике распоређени по Гаусовој кривој, најбољи светски играчи имају рејтинг од отприлике 2000-2100 бодова, док пројечни играчи, којих има највише, имају између 1400 и 1600 бодова.

## Софтвер

### Интернет играње
Тавла софтвер је развијен не само да би се играло и да би се анализирале игре, него и да би се омогућила интеракција између људи преко интернета. Бацање коцки је омогућено путем рандомних или псеудорандомних генератора бројева. Почетак онлајн играња у реалном времену догодио се 1992. са First Internet Backgammon сервером (FIBS). Одржао се до данас и остао је један од ретких некомерцијалних сајтова.
Данас се већина сајтова окренула игрању бекгемона за новац, али неки су уз то задржали и могућност бесплатног играња.

### Играње и анализа
Бекгемон је предмет проучавања компјутерских стручњака. Неуронске мреже и други приступи пружају знатне предности софтверу за видео игре и анализу. Први јак компјутерски софтвер за бекгемон написао је Ханс Берлинер за DEC PDP-10 tokom 70-их и звао се BKG 9.8, међутим програм је играо слабо чак и против нешто слабијих играча. Берлинер је уочио да се критичне грешке увек јављају у транзиционим фазама игре. Он је применио принципе fuzzy логике у побољшању програма, и 1978. је програм успео победити тадашњег светског првака, Италијана Луиђија Вилу, поставши тако први компјутерски програм који је победио светског првака у иједној игри на плочи. Берлинер је изјавио да је победа првенствено била ствар срећног случаја, пошто је компјутер добио повољнија бацања коцки.
Током касних 80-их, бекгемон програмери су имали више успеха са приступом базираном на вештачким неуронским мрежама. TD-Gammon, који је развио Тесауро у IBM-у, је био први међу тим програмима да игра на експертном нивоу. Његова неуронска мрежа је била тренирана користећи учење темпоралним разликама примењено на податке генерисане само-играњем. За TD-Gammon су познати играчи попут Била Робертија и Кита Вулсија тврдили да игра боље од било којег људског играча. Вулси је рекао о програму: „Нема сумње у мом уму да су његове позиционе одлуке далеко боље од мојих“.
Тесауро је предложио коришћење извршне анализе при упоређивању перформанси рачунарских алгоритама и људских играча. У том методу, се изводи Монте-Карлова евалуација позиција (типично за хиљаде покушаја) при чему се симулирају различите рандомне секвенце бацања коцки. Извршна оцена човека (или компјутера) је разлика просечних резултата игре кад се следи селектирани потез, у односу на слеђење најбољег потеза.
Најпознатији данашњи комерцијални програми су Snowie, Jellyfish и , a predstavnici besplatnog sofvera su BGBlitz i GNU Backgammon.
Сви они нису само одличан противник, него су и снажан алат за анализу потеза и целокупних мечева. Јачина тих програма лежи у њиховим табелама тежина неуронских мрежа, које су резултат вишемесечног тренинга. Без њих, ти програми не играју боље од људи који су почетници. У завршној фази, бекгемон софтвер се обично ослања на базу података која садржи комплетан сет унапред прорачунатих позиција.